# Nekketsu Kakutō Densetsu
Nekketsu Kakutō Densetsu (熱血格闘伝説) est un jeu vidéo de combat développé et édité par Technos Japan, sorti en 1992 sur Famicom. C'est un spin-off de la série Kunio-kun.
Le jeu fait partie de la compilation Kunio-kun Nekketsu Complete: Famicom-Hen sortie en 2016 sur Nintendo 3DS.

## Système de jeu
Le jeu se déroule dans des arènes en vue latérale, les personnages peuvent donc s'y déplacer horizontalement et latéralement.
Le joueur crée son personnage (nom, date de naissance et groupe sanguin) ce qui détermine ses aptitudes. Il peut choisir en suite un acolyte parmi 16 combattants.
Jusqu'à 4 joueurs peuvent s'affronter dans les arènes grâce au multitap de la Famicom  (le 4-Players Adaptor, périphérique sous licence officielle de Hori).
Deux modes de jeu sont disponibles :
- Le mode Histoire, qui propose à un ou deux joueurs une série d'adversaires.
- Le mode Rumble, où jusqu'à 4 joueurs peuvent s'affronter. Les règles et le lieu du combat peuvent être choisis[6].

## Scénario
Au lycée Nekketsu, Kunio (Alex dans Street Gangs) trouve une note épinglée sur son casier l'invitant à combattre dans un tournoi. Son ami Riki (Ryan dans Street Gangs) se joint alors à lui ,. Le joueur reçoit la même invitation que les deux amis et peut ainsi entrer dans la compétition,.

## Accueil
- Famitsu : 22/40[réf. souhaitée]
- Family Computer Magazine : 23,6/30[10]